# Uti possidetis
Uti possidetis – zasada prawa międzynarodowego, wedle której strony prowadzące konflikt zbrojny godzą się na jego zakończenie z zachowaniem aktualnego w danym momencie stanu posiadania – a więc na usankcjonowanie wszystkich zdobyczy i strat wojennych.
Termin wywodzi się z prawa rzymskiego, pełne łacińskie wyrażenie uti possidetis, ita possideatis tłumaczy się: co posiadasz, będziesz posiadał. Zasada była szeroko stosowana na przestrzeni dziejów, a jej stosowanie rozszerzono także w okresie dekolonizacji na gwarancję nienaruszalności granic państwowych w czasie pokoju.
Współcześnie zasada ta miała zastosowanie w trakcie rozpadu państw złożonych (ZSRR, Jugosławia). Zgodnie z nią nowe państwa powstawały w granicach dawnych jednostek terytorialnych. Nie modyfikowano ich granic, choć często nie odpowiadały one podziałom etnicznym.